# Weta Workshop
La Weta Workshop è una compagnia di fornitura di materiale di scena e servizi cinematografici. Fa parte del gruppo Weta, specializzata nella realizzazione di scenografie e produzione di effetti speciali di tipo fisico, come miniature, modellini e diorama, per la televisione e per il cinema, con sede a Miramar, un quartiere di Wellington, Nuova Zelanda. Fondata nel 1987 da Richard Taylor e altri, ha prodotto modelli di creature e effetti di make-up per le famose serie televisive Hercules e Xena - Principessa guerriera, e per molti film, come Il Signore degli Anelli, Lo Hobbit, Creature del cielo e Meet the Feebles. Una sua divisione, la Weta Digital, fu fondata nel 1993, con il contributo, tra gli altri, del regista Peter Jackson, per realizzare in proprio anche gli effetti speciali digitali.

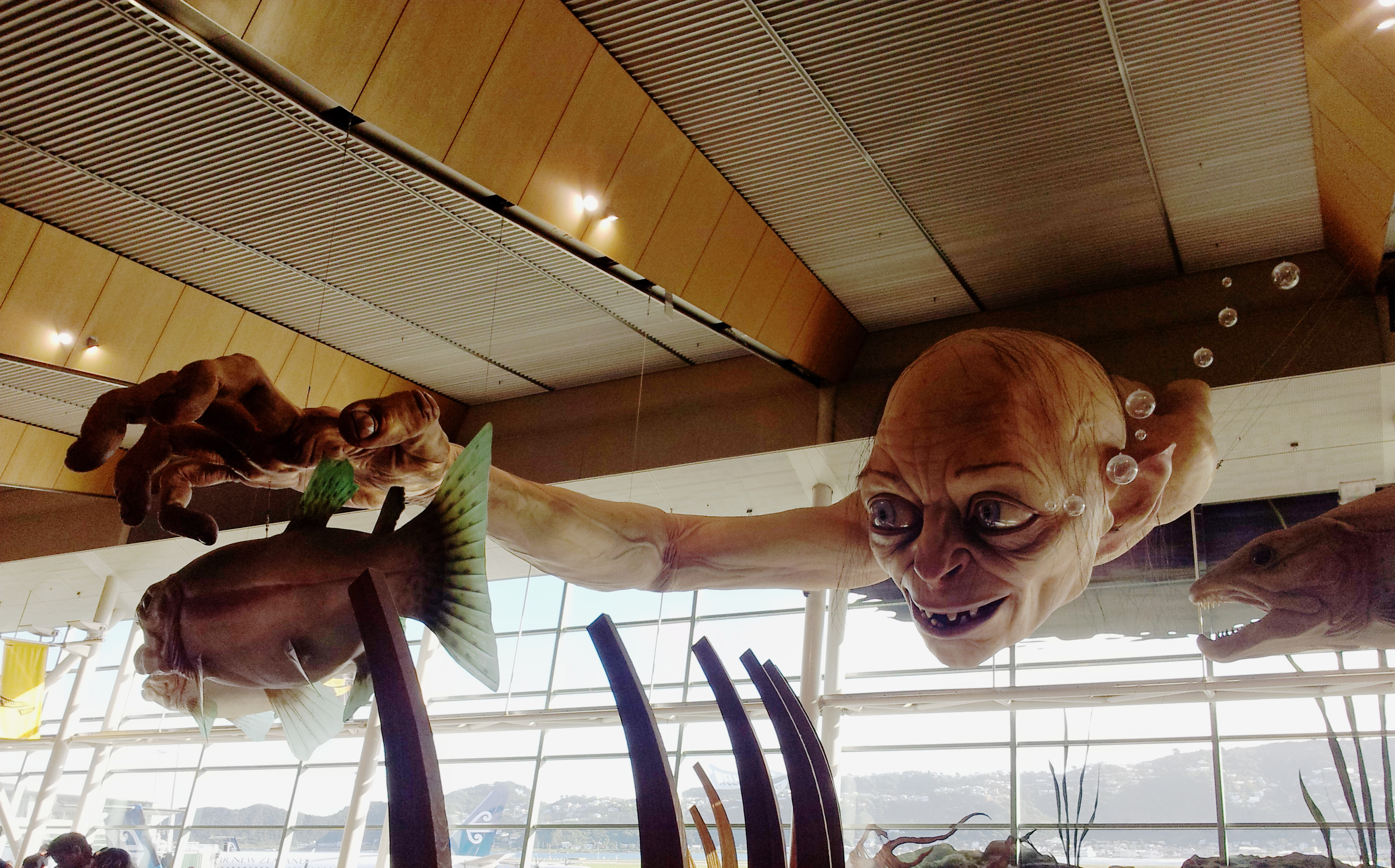
Scultura di Gollum, creata dalla Weta, all'aeroporto di Wellington

La Weta Workshop raggiunse l'apice della sua notorietà in tutto il mondo con la realizzazione degli effetti per la trilogia de Il Signore degli Anelli, diretta appunto da Peter Jackson, per la quale ha prodotto i set, i costumi, il trucco e le numerose protesi, le armature, le armi, le creature e le miniature, riconfermandosi, alla fine del 2009, con l'ultimo film di grande successo Avatar di James Cameron.

## Filmografia parziale
- Creature del cielo (Heavenly Creatures), regia di Peter Jackson (1994) ... Compagnia per gli effetti speciali
- Il Signore degli Anelli - La Compagnia dell'Anello (The Lord of the Rings: The Fellowship of the Ring), regia di Peter Jackson (2001) ... Compagnia per gli effetti speciali (trucco, creature, armature, armi e miniature)
- Il Signore degli Anelli - Le due torri (The Lord of the Rings: The Two Towers), regia di Peter Jackson (2002) ... Compagnia per gli effetti speciali (trucco, creature, armature, armi e miniature)
- Master and Commander - Sfida ai confini del mare (Master and Commander: The Far Side of the World), regia di Peter Weir (2003) ... Compagnia per gli effetti speciali
- Il Signore degli Anelli - Il ritorno del re (The Lord of the Rings: The Return of the King), regia di Peter Jackson (2003) ... Compagnia per gli effetti speciali (trucco, creature, armature, armi e miniature)
- Peter Pan, regia di P. J. Hogan (2003) ... Compagnia per gli effetti speciali (realizzazione delle sirene)
- Van Helsing, regia di Stephen Sommers (2004) ... Compagnia per gli effetti speciali (miniatura della nave)
- The Legend of Zorro, regia di Martin Campbell (2005) ... Compagnia per gli effetti speciali (miniatura del treno)
- King Kong, regia di Peter Jackson (2005) ... Compagnia per gli effetti speciali
- Le cronache di Narnia - Il leone, la strega e l'armadio (The Chronicles of Narnia: The Lion, the Witch and the Wardrobe), regia di Andrew Adamson (2005) ... Compagnia per gli effetti speciali
- Black Sheep - Pecore assassine (Black Sheep), regia di Jonathan King (2007) ... Compagnia per gli effetti speciali
- The Host, regia di Bong Joon-ho (2006) ... Compagnia per gli effetti speciali (modelli dei mostri)
- The Water Horse - La leggenda degli abissi (The Water Horse: Legend of the Deep)), regia di Jay Russell (2007) ... Compagnia per gli effetti speciali
- District 9, regia di Neill Blomkamp (2009) ... Compagnia per gli effetti speciali
- Avatar, regia di James Cameron (2009) ... Compagnia per gli effetti speciali (costumi, trucco, modelli, mezzi)
- Lo Hobbit - Un viaggio inaspettato, regia di Peter Jackson (2012) ... Compagnia per gli effetti speciali (trucco, creature, armature, armi e miniature)
- Lo Hobbit - La desolazione di Smaug, regia di Peter Jackson (2013) ... Compagnia per gli effetti speciali (trucco, creature, armature, armi e miniature)
- Lo Hobbit - La battaglia delle cinque armate, regia di Peter Jackson (2014) ... Compagnia per gli effetti speciali (trucco, creature, armature, armi e miniature)